# 緬甸連尾鮡
緬甸連尾鮡為輻鰭魚綱鯰形目連尾鮡科的其中一種，為熱帶淡水魚，分布於亞洲緬甸淡水流域，體長可達20公分，棲息在底層水域，生活習性不明。

## 扩展阅读
維基物種上的相關：緬甸連尾鮡